# إدي إدواردز " النسر"
مايكل إيدواردز (بالإنجليزية: Eddie "The Eagle" Edwards)‏ (ولد في 5 ديسمبر 1963)، يلقب ب «إدي النسر» من قبل وسائل الإعلام، وهو لاعب قفز تزلجي بريطاني ومتزلج والذي في عام 1988 أصبح أول متسابق من عام 1929 يمثل بريطانيا العظمى في أولمبياد القفز التزلجي، في ذلك الوقت كان حامل الرقم القياسي، والمركز التاسع عالميًا لسرعة التزلج للهواة (106.8 ميل/س (171.9 كلم/س) وحمل رقم القفز الرقم القياسي العالمي من 6 حافلات أو عشر سيارات. وبانهاء آخر أحداث 70 متر و 90 متر، وأصبح مشهورا كمثل «للخسارة» أو«بطولي فاشل» والمثابر والمنجز دون تمويل. في عام 2016، صوّر فيلم لسيرته الذاتية فيلم إدي النسر من قبل تارون إيجرتون، وشارك في بطولة هيو جاكمان كمدربه الخيالي برونسون بيري.

## روابط خارجية
- إدي إدواردز " النسر" على موقع IMDb (الإنجليزية)
- إدي إدواردز " النسر" على موقع ميوزك برينز (الإنجليزية)
- إدي إدواردز " النسر" على موقع ديسكوغز (الإنجليزية)
- إدي إدواردز " النسر" على موقع قاعدة بيانات الفيلم (الإنجليزية)
- إدي إدواردز " النسر" على موقع الاتحاد الدولي للتزلج (القفز التزلجي) (الإنجليزية)
- إدي إدواردز " النسر" على موقع اللجنة الأولمبية الدولية (الإنجليزية)
- إدي إدواردز " النسر" على موقع أوليمبيديا (الإنجليزية)
- إدي إدواردز " النسر" على موقع اللجنة الأولمبية البريطانية (الإنجليزية)